# کی.ویل
کیم هیونگ سو (کره‌ای: 김형수; زادهٔ ۳۰ دسامبر ۱۹۸۱) که بیشتر با نام هنری کی. ویل (کره‌ای: 케이윌؛ انگلیسی: K.Will) شناخته می‌شود، خواننده اهل کره جنوبی است. این نام متشکل از حرف اول نام خانوادگی‌اش، کیم و واژه انگلیسی «Will» است. او در سال ۲۰۰۷ فعالیت خود را آغاز کرد و از آن زمان تاکنون به دلیل ترانه‌های بالادش که در صدر جدول‌ها قرار می‌گیرد، شناخته می‌شود. او به خاطر حضور مکررش در موسیقی متن درام‌های کره‌ای، با لقب «پرنس اواس‌تی» شناخته می‌شود.
کی. ویل چهار آلبوم استودیویی منتشر کرده‌است: قلب چپ (۲۰۰۷)، دلم برات تنگ شده (۲۰۰۹)، سومین آلبوم (۲۰۱۲–۲۰۱۳) و چهارمین آلبوم (۲۰۱۷–۲۰۱۸).